# 会田弘継
会田 弘継（あいだ ひろつぐ、1951年 - ）は、日本のジャーナリスト、思想史家。保守思想、特にラッセル・カークなど米国保守思想の専門家として知られる。
米論壇誌American Purpose編集委員、共同通信客員論説委員。公益財団法人アメリカ研究振興会理事、同志社大学一神教学際研究センターのリサーチフェローを務める。2020年3月まで青山学院大学教授、2020年から2022年まで上智大学メディア・ジャーナリズム研究所客員研究員。2024年３月まで関西大学客員教授。

## 略歴
埼玉県生まれ。1976年、東京外国語大学外国語学部英米語科卒業後、共同通信社に入社。
神戸支局、大阪社会部、外信部、ワシントン特派員（1988年-1991年）、ジュネーブ支局長を経て、2002年8月から2005年7月までワシントン支局長。その後、一般社団法人共同通信社論説委員長・特別編集委員や公益社団法人日本記者クラブ理事、朝日新聞社「編集権に関する審議会」審議委員、同「報道と人権委員会（PRC）」委員を歴任した。2020年、前年に創設70年を迎えた国連欧州本部（ジュネーブ）記者会（ACANU）が設けた「栄誉殿堂（Hall of Fame) 」入りして、その業績を顕彰された。
2006年から07年まで東京外国語大学で非常勤講師、2008年から2010年まで上智大学非常勤講師、2015年から2020年まで青山学院大学教授を務めた。その後、2024年3月まで関西大学客員教授。2010年度トヨタ財団研究助成プログラム選考委員長、米アメリカン・インタレスト誌の編集委員を2020年まで務め、同誌休刊とともに後身のAmerican Purpose編集委員となった。
2021年9月より、論壇チャンネル「ことのは」で番組『会田弘継の新・黒船の時代』を配信中。

## 著書

### 単著
- 『戦争を始めるのは誰か――湾岸戦争とアメリカ議会』（講談社現代新書, 1994年）
- 『追跡・アメリカの思想家たち』（新潮選書, 2008年）
  - 増訂版『追跡・アメリカの思想家たち』（中公文庫, 2016年）ISBN 9784122062733
- 『トランプ現象とアメリカ保守思想』（左右社 , 2016年）ISBN 9784865281521
- 『破綻するアメリカ』（岩波書店［岩波現代全書］, 2017年）ISBN 9784000292108
- 『世界の知性が語る「特別な日本」』（新潮新書, 2021年）ISBN 9784106109249
- 『それでもなぜ、トランプは支持されるのか　アメリカ地殻変動の思想史」』（東洋経済新報社, 2024年）ISBN 9784492444825

### 共著・寄稿
- 森孝一・村田晃嗣編 『アメリカのグローバル戦略とイスラム世界』（明石書店, 2009年）
- 多田幸雄・谷口智彦・中林美恵子編『オバマのアメリカ・どうする日本――日本のヒューマンパワーで突破せよ！』（三和書籍, 2009年)
- 藤田博司・会田弘継・田久保忠衛ほか『メディア環境の変化と国際報道』（新聞通信調査会, 2012年）
- ジョージ・ソロスほか『世界論（プロジェクト・シンジケート叢書）』（土曜社, 2014年）
- ズビグニュー・ブレジンスキーほか『秩序の喪失（プロジェクト・シンジケート叢書）』（土曜社, 2015年）
- 共同通信社編『入門トランプ政権』（共同通信社, 2016年）
- アンジェラ・ユーほか編『世界から読む漱石「こころ」』（勉誠出版, 2016年）
- 石澤靖治編『政治コミュニケーション概論』（ミネルヴァ書房、2021年）
- 土屋大洋・川口貴久編『ハックされる民主主義』（千倉書房、2022年）
- 中山俊宏『理念の国がきしむとき』（千倉書房、2023年）解題

### 訳書
- リチャード・オルドリッチ『日・米・英「諜報機関」の太平洋戦争――初めて明らかになった極東支配をめぐる「秘密工作活動」』（光文社, 2003年）、抄訳版
- フランシス・フクヤマ『アメリカの終わり』（講談社, 2006年）
- フランシス・フクヤマ『政治の起源』（講談社 上下, 2013年）ISBN 9784062171502/ISBN 9784062171519
- マーク・リラ『難破する精神』（NTT出版, 2017年, 監訳者）
- ラッセル・カーク『保守主義の精神』（中央公論新社［中公選書］上下、2018年）
- フランシス・フクヤマ『政治の衰退』（講談社 上下, 2018年）
- フランシス・フクヤマ『リベラリズムへの不満』（新潮社, 2023年）

### 事典などの編集・寄稿
- 研究社出版編集部『大学生の英語学習ハンドブック』(研究社, 1999年)
- 亀井俊介ほか監修『新版・アメリカを知る事典』(平凡社, 2012年)
- アメリカ学会編『アメリカ文化事典』(丸善出版, 2018年)

### 論文・雑誌寄稿など
- 「外部リンク」を参照

## 出演
- ビデオニュース・ドットコム（不定期出演）
- エアレボリューション（ニコニコ生放送、2024年8月12日）